# Olympia Snowe
Olympia Jean Bouchles Snowe (Augusta, 21 febbraio 1947) è una politica statunitense, senatrice per lo stato del Maine dal 1995 al 2013 e membro della Camera dei Rappresentanti per lo stesso stato dal 1979 al 1995.
Considerata la repubblicana più progressista del Senato, la Snowe è divenuta universalmente nota per la sua abilità a influenzare l'esito delle votazioni in aula e per aver messo fine all'ostruzionismo parlamentare, rendendola una dei più potenti senatori della storia moderna.
Nel 2006, fu riconosciuta come una dei dieci migliori senatori americani. Congressional Quarterly ha evidenziato che la sua presenza al tavolo dei negoziati del 107º Congresso era quasi una necessità. La sua popolarità (79%) nello Stato del Maine era la più alta di qualsiasi altro senatore in carica.

## Infanzia e giovinezza
La Snowe nacque come Olympia Jean Bouchles ad Augusta, figlia di Georgia Goranites e George John Bouchles. Suo padre era immigrato da Sparta, in Grecia. Fa parte della Chiesa greco-ortodossa.
L'infanzia della Snowe è marcata da diverse tragedie: sua madre morì di tumore al seno quando Olympia aveva otto anni, e suo padre morì di infarto meno di un anno dopo. Orfana, fu trasferita ad Auburn per essere cresciuta dai suoi zii, un barbiere e un'operaia tessile, assieme ai loro cinque figli. Suo fratello John fu cresciuto separatamente da altri parenti. Dopo pochi anni, morì anche lo zio.
In seguito alla morte della madre, la Snowe fu mandata alla St. Basil's Academy a Garrison, New York, dove rimase dalla terza alla nona classe. Tornata ad Auburn, frequentò la Edward Little High School, prima di entrare all'Università del Maine, dove conseguì un diploma in scienze politiche. Poco dopo la laurea, Olympia sposò il fidanzato, il deputato statale Peter Snowe.

## Carriera politica

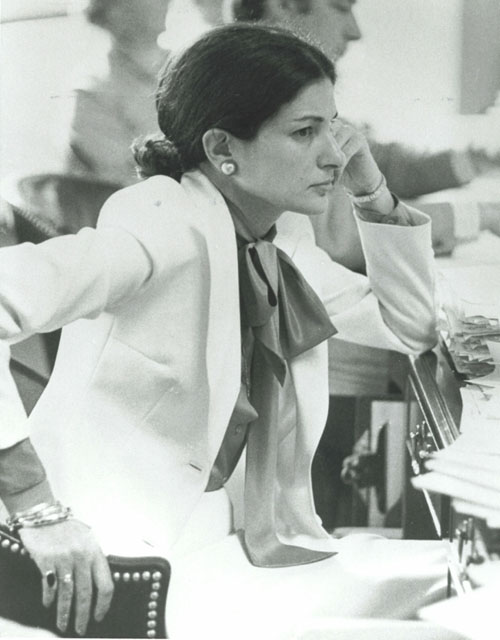
Olympia Snowe nel Senato del Maine, 1977

La Snowe entrò in politica ed emerse presto, ottenendo un seggio nel Consiglio per la Registrazione dei Votanti e lavorando per il deputato (poi senatore e segretario alla difesa) William Cohen. Il 10 aprile 1973, Peter Snowe rimase ucciso in un incidente d'auto. In seguito alle pressioni da parte della famiglia, di amici, vicini e politici locali, la Snowe entrò in corsa per il seggio del marito alla Camera dei Rappresentanti del Maine. Aveva 26 anni e vinse. Fu rieletta alla Camera nel 1974 e nel 1976 vinse un seggio nel Senato del Maine, rappresentando la Contea di Androscoggin. Quello stesso anno, fu delegata tanto alla convenzione repubblicana del Maine quanto a quella nazionale.
La Snowe fu eletta alla Camera dei Rappresentanti degli Stati Uniti nel 1978 e rappresentò il secondo collegio dello Stato del Maine dal 1979 al 1995. Il collegio comprende circa due terzi dello Stato, comprese Bangor e Auburn. Ebbe posizioni nelle Commissioni per il Budget e per gli Affari Esteri.
La Snowe sposò John "Jock" McKernan, all'epoca governatore del Maine, nel febbraio 1989. La Snowe e McKernan avevano precedentemente servito insieme alla Camera dal 1983 al 1987, quando McKernan rappresentava il primo collegio. La Snowe fu contemporaneamente deputata e First lady dello Stato dal 1989 al 1995.

## Carriera in Senato
Nel 1994, quando il leader di maggioranza George J. Mitchell rifiutò di concorrere per la rielezione, la Snowe dichiarò immediatamente la sua candidatura per il seggio. Il candidato democratico era il suo collega alla Camera Tom Andrews. La Snowe batté Andrews 60–36%, conquistando ogni contea dello Stato. La Snowe contribuì al trionfo repubblicano del 1994, quando il partito conquistò per la prima volta dal 1954 il controllo del Congresso. La Snowe fu facilmente rieletta nel 2000 con il 69% dei voti e lo stesso avvenne nel 2006.
Nel 2012 la Snowe, in polemica con il proprio partito, annunciò la sua volontà di non concorrere per la rielezione e lasciò il Congresso dopo trentaquattro anni di servizio.